# Katastralgemeinde Schmieddorf
Die Katastralgemeinde Schmieddorf (im 19. Jahrhundert auch Schmiddorf) ist eine von fünf Katastralgemeinden der Gemeinde Brückl im Bezirk Sankt Veit an der Glan in Kärnten. Sie hat eine Fläche von 74,73 ha.
Die Katastralgemeinde gehört zum Sprengel des Vermessungsamtes Klagenfurt.

## Lage
Die kleine Katastralgemeinde liegt im Zentrum der Gemeinde Brückl, im Südosten des Bezirks Sankt Veit an der Glan. Landschaftlich umfasst sie einen Teil des südlichen Görtschitztals sowie Hänge an den Ausläufern der Saualpe. Die Katastralgemeinde erstreckt sich über eine Höhenlage von 487 m ü. A. an der Gurk am Südrand der Katastralgemeinde bis zu 683 m ü. A. an den Hängen im Osten.

## Ortschaften
Auf dem Gebiet der Katastralgemeinde Schmieddorf liegen der Großteil der Ortschaft Schmieddorf und ein Teil der Ortschaft Brückl.

## Vermessungsamt-Sprengel
Die Katastralgemeinde gehört seit 1. Jänner 1998 zum Sprengel des Vermessungsamtes Klagenfurt. Davor war sie Teil des Sprengels des Vermessungsamtes St. Veit an der Glan.

## Geschichte
Ende des 18. Jahrhunderts wurden die Kärntner Steuergemeinden (später: Katastralgemeinden) gebildet und Steuerbezirken zugeordnet. Die Steuergemeinde Schmieddorf wurde Teil des Steuerbezirks Mannsberg.
Im Zuge der Reformen nach der Revolution 1848/49 wurden in Kärnten die Steuerbezirke aufgelöst und Ortsgemeinden gebildet, die jeweils das Gebiet einer oder mehrerer Steuergemeinden umfassten. Die Steuer- bzw. Katastralgemeinde Schmieddorf wurde Teil der Gemeinde St. Johann, die 1915 in Brückl umbenannt wurde. Die Größe der Katastralgemeinde wurde 1854 mit 130 Österreichischen Joch und 808 Klaftern (ca. 75 ha, also etwa die heutige Fläche) angegeben; damals lebten 33 Personen auf dem Gebiet der Katastralgemeinde.
Die Katastralgemeinde Schmieddorf gehörte ab 1850 zum politischen Bezirk Sankt Veit an der Glan und zum Gerichtsbezirk Eberstein. Von 1854 bis 1868 gehörte sie zum Gemischten Bezirk Eberstein. Seit der Reform 1868 ist sie wieder Teil des politischen Bezirks Sankt Veit an der Glan, zunächst als Teil des Gerichtsbezirks Eberstein, seit dessen Auflösung 1978 als Teil des Gerichtsbezirks St. Veit an der Glan.